# Sollevamento pesi ai Giochi della XXIX Olimpiade - 56 kg maschile

## Risultati
| Pos. | Paese          | Atleta                 | Strappo | Strappo | Strappo | Strappo   | Slancio | Slancio | Slancio | Slancio   | Totale |
| Pos. | Paese          | Atleta                 | 1       | 2       | 3       | Risultati | 4       | 5       | 6       | Risultati | Totale |
| ---- | -------------- | ---------------------- | ------- | ------- | ------- | --------- | ------- | ------- | ------- | --------- | ------ |
|      | Cina           | Long Qingquan          | 125     | 130     | 132     | 132       | 155     | 160     | 164     | 160       | 292    |
|      | Vietnam        | Hoàng Anh Tuấn         | 126     | 130     | 130     | 130       | 155     | 160     | 160     | 160       | 290    |
|      | Indonesia      | Eko Yuli Irawan        | 125     | 130     | 130     | 130       | 152     | 158     | 158     | 258       | 288    |
| 4    | Taipei cinese  | Yang Chin-Yi           | 125     | 128     | 128     | 128       | 154     | 157     | 160     | 157       | 185    |
| 5    | Corea del Nord | Cha Kum Chol           | 128     | 128     | 128     | 128       | 155     | 155     | 160     | 155       | 283    |
| 6    | Cuba           | Sergio Alvarez Boulet  | 120     | 120     | 125     | 120       | 152     | 161     | 166     | 152       | 272    |
| 7    | Taipei cinese  | Wang Shin-Yuan         | 115     | 115     | 120     | 115       | 146     | 150     | 150     | 150       | 265    |
| 8    | Malaysia       | Amirul Hamizan Ibrahim | 116     | 121     | 123     | 121       | 144     | 144     | 148     | 144       | 265    |
| 9    | Giappone       | Masaharu Yamada        | 103     | 103     | 106     | 106       | 142     | 147     | 153     | 153       | 259    |
| 10   | Thailandia     | Pongsak Maneetong      | 112     | 116     | 120     | 116       | 142     | 146     | 146     | 142       | 258    |
| 11   | Giappone       | Yasunobu Sekikawa      | 108     | 112     | 114     | 114       | 138     | 142     | 142     | 142       | 256    |
| 12   | Colombia       | Sergio Rada            | 107     | 112     | 112     | 112       | 135     | 140     | 142     | 140       | 252    |
| 13   | Belgio         | Tom Goegebuer          | 109     | 112     | 114     | 114       | 132     | 135     | 137     | 137       | 251    |
| 14   | Italia         | Vito Dellino           | 102     | 107     | 110     | 110       | 132     | 137     | 140     | 137       | 247    |
| 15   | Moldavia       | Igor Grabucea          | 105     | 109     | 112     | 109       | 130     | 130     | 135     | 130       | 239    |
| -    | Bielorussia    | Vitalij Dzerbjanëŭ     | 120     | 125     | 127     | 127       | 140     | 140     | 140     | -         | NF     |
| -    | Tunisia        | Khalil El Maaoui       | 123     | 126     | 130     | 126       | 142     | 142     | 142     | -         | NF     |
| -    | Corea del Nord | Ri Kyong Sok           | 122     | 122     | 122     | -         | -       | -       | -       | -         | NF     |
| -    | Turchia        | Sedat Artuç            | 115     | 115     | 115     | -         | -       | -       | -       | -         | NF     |